# Larsenaikia jardinei
Larsenaikia jardinei är en måreväxtart som först beskrevs av Ferdinand von Mueller och George Bentham, och fick sitt nu gällande namn av Deva D. Tirvengadum. Larsenaikia jardinei ingår i släktet Larsenaikia och familjen måreväxter. Inga underarter finns listade i Catalogue of Life.